# 大輪体育館
大輪体育館（だいわたいいくかん）は、愛知県小牧市にある体育館。

## 施設
- 競技場
- ミーティングルーム
- シャワー室

## 所在地
- 愛知県小牧市小牧1丁目114番地

## 交通機関
- こまき巡回バス「市民会館前」停留所下車、徒歩で約3分。
- こまき巡回バス「市民会館南」停留所下車、徒歩で約8分。

## 周辺
- 愛知県立小牧高等学校
- 国道155号